# Pohénégamook
Pohénégamook – miasto w Kanadzie, w prowincji Quebec, w regionie Bas-Saint-Laurent i MRC Témiscouata. Powstało w 1973 roku poprzez połączenie Saint-David-de-Sully, Saint-Pierre-d'Estcourt et de Saint-Éleuthère, nazwa pochodzi natomiast od pobliskiego jeziora. Miasto znajduje się na granicy ze Stanami Zjednoczonymi, po drugiej stronie granicy znajduje się Estcourt Station w stanie Maine.
Liczba mieszkańców Pohénégamook wynosi 2 940. Język francuski jest językiem ojczystym dla 99,3%, angielski dla 0,3% mieszkańców (2006).